# Verbascum semirigidum
Verbascum semirigidum är en flenörtsväxtart som beskrevs av Heinrich Carl Haussknecht. Verbascum semirigidum ingår i släktet kungsljus, och familjen flenörtsväxter. Inga underarter finns listade i Catalogue of Life.